# Simplemente María
Simplemente María (Brasil: Simplesmente Maria ) é uma telenovela mexicana produzida por Ignacio Sada Madero e Valentín Pimstein para a Televisa e exibida pelo Canal de Las Estrellas entre 16 de outubro de 1989 a 11 de maio de 1990, substituindo Las grandes aguas e sendo substituída por Días sin luna.
É baseada na obra Simplemente María, telenovela Argentina produzida em 1967.
A trama é protagonizada por Victoria Ruffo, Jaime Garza e Manuel Saval e antagonizada por Frances Ondiviela, Roberto Ballesteros e Gabriela Goldsmith.

## Sinopse
A história começa em um povoado do interior mexicano, onde vive Maria López, uma jovem descendente de indígenas humilde e sonhadora, que decide deixar seu povoado e ir até a capital da Cidade do México para conseguir trabalho e melhores condições de vida. Chegando no Distrito Federal, ela começa a trabalhar como empregada nas mansões de bairros ricos, e usa deste dinheiro para custear cursos de costureira. Em uma dessas casas, conhece Juan Carlos del Villar, um playboy que seduz Maria e a conquista.
Tempos depois, a moça o procura para lhe dizer que está gravida, mas o cafajeste a abandona, sem se importar com sua gravidez. Lorena del Villar, irmã de Juan, acredita que Maria é uma aproveitadora e caça-fortuna que se aproximou dele somente por dinheiro, e despreza Maria por não fazer parte da sua posição social. Tempos depois, Juan Carlos se arrepende do que fez e resolve procurar por Maria e conhecer seu filho; ele a encontra, mas ela mantém sua postura e o repudia. Entretanto, o mauricinho está disposto a ficar com ela, que resolve lhe dar uma última chance. Decidido a ficar com Maria, ele diz que vai abandonar tudo, porém seu pai, Gustavo del Villar, não permite e junto de Lorena ameaçam deserdar o rapaz se caso ele decidisse prosseguir com essa atitude. Gustavo pressiona o filho para que ele estude e se torne médico, seguindo o caminho da família, e se casar com uma mulher de família rica. Vencido pela ambição e pressão, mais uma vez ele abandona Maria.
Lorena é uma mulher calculista, controladora e instável psicologicamente, que detesta Maria por ser indígena e ter se aproximado do seu irmão, chegando a atropelar a jovem com seu filho em dado momento da trama. Ela decide arrumar uma noiva para ele, uma jovem rica e manipulável chamada Fernanda, acreditando que ela será mais fácil para que ela siga controlando a todos. Mas Natália, uma antiga amizade colorida de Juan Carlos, tenta a todo custo atrapalhar o casal, pois não esqueceu sua aventura com o rapaz. Enquanto isso Maria, já mãe do pequeno José Ignácio López, termina seu curso de costura e passa a trabalhar de forma independente, sem precisar mais sofrer abusos e maus tratos de seus patrões. Fernanda encomenda seu vestido de noiva com Maria, sem saber que ela foi o amor de Juan Carlos, e o vestido fica belíssimo. Pouco tempo depois,  Fernanda fica grávida, para a felicidade de Juan Carlos, mas Natália, por despeito e vingança, atropela Fernanda, que perde o filho e vai parar no hospital em estado grave, onde a mesma vai para terminar o serviço desligando os aparelhos que a mantinham viva, matando-a. Juan Carlos descobre através de testemunhas que foi Natália a responsável por tudo e a confronta em seu apartamento, alegando que iria denuncia-la a polícia. Natália se suicida, lançando-se da janela em desespero. 
Anos depois, Lorena se casa com Alberto, um médico ricaço. Juan Carlos manteve-se viúvo, ainda nutrindo esperanças de voltar com Maria. E esta, com tempo, esforço e dedicação, se torna bem sucedida por conta própria ao tornar-se uma empresária do ramo da moda e inaugurar uma marca de roupa famosa, "MARIA". Mesmo agora com uma posição social igual ou até bem mais elevada que a família Del Villar, não esqueceu suas origens, mantendo sua humildade e o seu bom coração, criando fábricas de costuras da empresa "MARIA", e empregando costureiras de várias partes do México para forma seu exército da moda, principalmente mães solteiras que tem a chance de mudar de vida, pois Maria sabe como é isso, ajudando pessoas a ter uma oportunidade de crescer na vida, e sua bondade e humanidade faz ganhar a simpatia de muitos e a antipatia de alguns, mesmo com um Status Social elevado, Lorena continua a desprezar Maria, e nem assim tem respeito pela pobre garota que um dia foi sua empregada. Ela agora famosa e com seu filho criado, decide reconstruir sua vida e engata alguns romances, como a curta aventura com Arturo D'Angelle, mas seu filho José Ignácio não gosta dele e não o vê com bons olhos, pois ele acredita que o professor Víctor é o homem ideal pra sua mãe. Victor, na ausência de Juan Carlos da sua vida, foi uma figura paterna para o menino, pois sempre esteve ao lado dele e de Maria em todas as ocasiões. Apesar de amar Maria, sempre a respeitou em sua individualidade e nunca forçou a barra para pressiona-la a ficarem juntos. No colégio, José Ignácio conhece Laura, por quem se apaixona, sem saber que ela é sua prima e filha de sua tia Lorena, que odeia Maria. Apesar de construírem um amor um pelo outro, suas mães não se entendem. José Ignácio desobedece sua mãe, mas Laura não consegue, pois Lorena continua tendo uma personalidade forte e déspota, manipulando a filha emocionalmente e até a trancando em casa. 
Certo dia, o pai de Maria fica hospitalizado justamente no hospital em que Alberto, marido de Lorena, trabalha. Maria e José Ignácio cuidam do idoso, mas a vilã descobre que o pai de Maria está internado e arma um grande escândalo, provocando uma parada cardíaca no senhor, que morre, deixando a família Lopez arrasada. No velório, Gustavo decide conhecer seu neto José Ignácio mas o rapaz o repudia, pois sabe tudo o que ele é Juan fizeram com sua mãe, e o que Lorena fez com seu avô. Tempos depois, Maria finalmente começa a corresponder o amor de Víctor, iniciando um lindo romance. Em paralelo, José Ignácio e Laura reatam e desta vez decidem lutar juntos por seu amor. Lorena fica furiosa e não aceita, bem como Maria, que inicialmente se opõe, mas depois acaba aceitando, porque quer ver a felicidade de seu filho. É justamente esse noivado que aproxima os Lopez e Del Villar, menos Lorena, que vira as costas para sua filha.
Com o apoio da família Lopez, da família de Carreño e parte da família Del Villar, José Ignácio e Laura se casam na igreja. Lorena olhando de longe, começa a planejar matar o genro por sua obsessão com Maria. Depois de meses, Laura fica gravida, mas ao chegar nas últimas semanas de gravidez, fica internada no hospital de seu pai para fazer seu pré-natal, já que sua gestação é de risco. José Ignácio e Maria ficam ao seu lado o tempo todo, mas em uma noite, Lorena entra no hospital disfarçada de enfermeira e na frente de Maria e Laura, atira em José Ignácio. A megera é presa em flagrante por tentativa de homicídio. Todos ficam desesperados e correm contra o tempo para salvarem a vida de José Ignácio, incluindo Juan, que decidido a se redimir de todo o mal que fez no passado, doa seu sangue para salvar seu filho. Na cadeia, Lorena se acha triunfante por ter matado José Ignácio, mas Gustavo a visita e diz que seu plano fracassou, o que a deixa com mais ódio ainda. 
José Ignácio se recupera mas Laura, fragilizada emocionalmente pelo que aconteceu, acaba piorando seu quadro e morre no parto, fazendo com que todos culpem Lorena. Inicialmente, José Ignácio no inicio rejeita filha, por achar que ela foi a responsável pela morte de Laura. Devido a rejeição de seu filho, Maria manda sua neta para a fazenda dos Lopez por um tempo, que é sua família, e aconselha José a não culpar a criança pela morte de Laura. Aproveitando disso, Alberto resolve entrar na justiça para ficar com sua neta enfrentando Maria, que também resolve usar seus direitos de avó para disputar a guarda. Com o tempo eles se reconciliam e José Ignácio finalmente começa a amar sua filha. O arrependido Juan Carlos volta a tentar a todo custo reconquistar  Maria, mas ela o dispensa, pois cada vez mais constrói um amor sincero por Victor. Entretanto, Juan Carlos começa a abalar o casal, colocando intrigas e incertezas, e recebe o desprezo do seu filho, que não quer perdoa-lo.
Maria e Victor decidem se casar, para a felicidade dos amigos e parentes. Juan Carlos, no hospital, fica sabendo do casamento e sai as pressas com sua moto para tentar impedir a boda, mas no meio do caminho sofre um grave acidente que o deixa entre a vida e a morte. Poucos momentos depois, Maria fica sabendo do acontecido e entra em pânico e desespero. Sabendo que Juan está na UTI com uma hemorragia interna grave, ela decide visita-lo. Juan Carlos, em seus últimos momentos, pede para ter seu filho e Maria ao seu lado. Gustavo fica arrasado por tudo que está acontecendo e se culpa pelo que fez a seu filho no passado. José Ignácio no inicio não aceita, mas sua mãe suplica e pede para que veja seu pai, ele cede aos apelos de sua mãe e aceita vê-lo, no leito. Juan Carlos e José Ignácio se perdoam e o homem morre. O acontecimento acaba deixando Maria abalada e ela decide ficar um tempo sozinha. Reconhecendo de fato o amor de Juan Carlos por ela. A morte de Juan Carlos faz com que Lorena tenha um surto e seja declarada insana, ocasionando uma internação em uma instituição psiquiátrica. Nesse lugar, a vilã passa a maquinar uma vingança contra Maria e os López, os quais ela culpa por sua derrocada, elaborando um plano macabro que envolve múltiplos assassinatos e sequestros, e até a fuga do Manicômio onde está internada. Maria precisa seguir em frente, batalhando para manter sua carreira, enquanto se recupera de todo estrago causado por Lorena e a morte de Juan Carlos, e se decide entre vários amores.
Na fase final, Maria se casa com Victor e vai passar sua lua de mel na França, onde ganha uma premiação em um desfile de moda. Lá a fugitiva da justiça Lorena del Villar, utilizando um dos seus inúmeros disfarces, tenta sequestrar a heroína e provoca um acidente de carro que a deixa desmemoriada. Depois de algumas reviravoltas, José Ignácio encontra um novo amor e se casa novamente no último capítulo da trama, onde Lorena aparece novamente e atira nos convidados afim de provocar uma chacina. Fugindo da polícia, a antagonista acaba sofrendo um acidente de carro e morre carbonizada. A protagonista por fim recupera a memória e volta a reconhecer Victor, que esteve pacientemente ao seu lado durante todos esses dias, e retoma seu casamento com ele e seu triunfo nas costuras, seguindo sendo simplesmente Maria.

## Elenco
- Victoria Ruffo .... María López de Carreño
- Jaime Garza .... Víctor Carreño
- Manuel Saval .... Juan Carlos del Villar
- Gabriela Goldsmith .... Lorena del Villar de Rivera/Pilar Avila/Betina Rocci/Lucia Durán
- Toño Mauri .... José Ignacio López
- Angélica Aragón .... Gloria
- Amairani .... Laura Rivera del Villar de López
- Silvia Derbez .... Matilde Carreño
- Marcelo Buquet .... Fernando Torres
- Roberto Ballesteros .... Arturo D'Angelle
- Rafael Inclán .... Don Chema
- Andrea Legarreta .... Ivonne Ayala D'Angelle
- Frances Ondiviela .... Natalia Preciado
- David Ostrosky .... Rodrigo de Peñalvert Conde de Arenso
- Raúl "Chóforo" Padilla .... René
- Roberto Palazuelos .... Pedro Cuevas
- Angélica Rivera .... Isabella Peñalvert de López
- Alejandro Aragón .... Diego López
- Porfirio Bas .... Germán Carreño
- Germán Bernal .... Luis
- Claudio Báez .... Gustavo del Villar
- Cecilia Camacho .... Estela López de Reyes
- Constantino Costas .... Clemente Reyes
- Esther Fernández .... Doña Chayo
- Rosa Carmina .... Camelia
- Mauricio Ferrari .... Dr. Luis Valadez
- Bárbara Gil .... Dulce
- Manuel López Ochoa .... Federico Reyes
- Servando Manzetti .... Dr. Alberto Rivera
- Frank Méndez .... Reynaldo Sotomayor
- Lola Merino .... Fernanda Amolinar de del Villar
- Karen Sentíes .... Silvia Rebollar de Rivera
- Irlanda Mora .... Caridad
- Inés Morales .... Florencia Amolinar
- Adriana Parra .... Rita Fernández de López
- Mercedes Pascual .... Constanza de Peñalvert
- Roxana Saucedo .... Luisa
- Juan Carlos Serrán .... Román López
- Cuco Sánchez .... Don Cuco
- Roberto Vander .... Rafael Hidalgo
- Liliana Weimer .... Brenda
- Rafael del Villar .... Jacinto López
- Claudia Ortega .... Nazaria Fernández
- Silvia Suárez .... Crisanta Fernández
- Braulio Castillo .... Rosendo
- María Almela .... Ana López de Sotomayor
- Javier Herranz .... Marcos Carreño
- Juan Bernardo Gazca .... Marcos Carreño (criança)
- Rosario Granados .... Doña Cruz Torres
- Rosa María Moreno .... Sarita Zambrano
- Serrana .... Zulema
- Polly
- Joana Brito .... Raquel
- Rocío Brambila .... Julia Carreño #2
- Eva Calvo ..... Amelia Alvear
- Lucy Reina
- José Roberto Hill .... Esteban
- Silvia Campos ..... Violeta Alvear
- Aurora Cortés .... Chana
- Maya Mishalska .... Nadya
- Nicky Mondellini .... Enfermera
- Sara Montes .... Elvira
- Diana Golden .... Carmen
- María Morett .... Margaríta López
- María Rebeca .... Paulina
- Ignacio Retes .... Abel Zambrano
- Tina Romero .... Dra. Gabriela del Conde
- Gabriela Hassel .... Iris
- Guadalupe Bolaños ... Esperanza
- Gustavo Cosain .... Nacho López
- Leonor Llausás
- Juan Carlos Barreto .... Benito
- Vanessa Bauche .... Julia Carreño #1
- Carlos Bonavides .... Dr. Rojas
- Alberto González .... Tomás
- Eduardo Borja .... Jefe de estación
- Patricia Castro .... Almira #1
- Myrrah Saavedra .... Almira #2
- Sandra Felix .... Sra. Urquiaga
- Estela Furlong .... Sra. González
- Inés Jacome .... Rufina
- Arturo Lorca .... Hurtado
- Tere Rábago .... Eusebia
- Rodrigo Ramón .... Germán (criança)
- Evangelina Sosa .... Perla (jovem)
- Carlos García Tenorio .... Juez
- Sergio Acosta .... Detetive Augustino Zepeta
- Roberto Carrera .... Mauricio Egeyros
- Angelina Peláez .... La Prieta
- Beatriz Olea .... Yolanda López
- Jaime Lozano .... Tenente Ornelas
- Alejandro Calderón
- Luis Cárdenas .... Gerardo
- Karin Charlotte
- José Antonio de la Vega
- Ligia Escalante
- Rosalinda España
- Adriana Fierro
- Lucero León
- Raúl Nava
- Guillermina Solé
- Celia Suárez
- Sergio Basáñez
- Ana Iris Bosch
- Irma Torres
- Jacqueline Voltaire .... Nancy Williams
- Toni Rodríguez
- Victor Carpinteiro .... Javier
- Antonio Rangel
- Florencia Ferret ..... Claudia
- Charly Valentino ..... Acuña
- Anette De Pave .... Justine
- Arturo Guizar .... Baldomero
- Jorge Poza .... José Ignacio López (criança)
- Pilar Souza .... Meche
- Gillermo Bote .... Jean Claude Carre
- Cesar Arias
- Florencia Rodriguez

## Exibição no Brasil
Foi exibida no Brasil pelo SBT, entre 9 de setembro de 1991 e 9 de março de 1992, sendo substituída por A Estranha Dama.
Também foi exibida pela CNT, entre 17 de fevereiro e 25 de julho de 1997.

## Versões
- Simplemente María telenovela argentina produzida em 1967 e protagonizada por Irma Roy, Alberto Argibay e Rodolfo Salerno.

- Simplemente María, telenovela peruana produzida em 1969 e protagonizada por Saby Kamalich, Ricardo Blume e Braulio Castillo.

- Simplesmente Maria, telenovela brasileira produzida pela TV Tupi em 1970 e protagonizada por Yoná Magalhães, Ênio Gonçalves e Carlos Alberto.

- Simplemente María telenovela venezuelana produzida em 1971 e protagonizada por Carmen Julia Álvarez, Eduardo Serrano e José Luis Rodríguez.

- Rosa de Lejos telenovela argentina produzida em 1980 e protagonizada por Leonor Benedetto e Juan Carlos Dual.

- Simplemente María  produzida por Ignacio Sada Madero para a Televisa em 2015 e protagonizada por Claudia Álvarez, José Ron e Ferdinando Valencia.

## Prêmios e Indicações

### Prêmio TVyNovelas 1990
| Categoria                 | Nomeado(a)         | Resultado |
| ------------------------- | ------------------ | --------- |
| Melhor telenovela         | Valentín Pimstein  | Nomeado   |
| Melhor atriz protagonista | Victoria Ruffo     | Nomeada   |
| Melhor ator protagonista  | Manuel Saval       | Nomeado   |
| Melhor vilã               | Gabriela Goldsmith | Nomeada   |